# Kanadische Squashnationalmannschaft

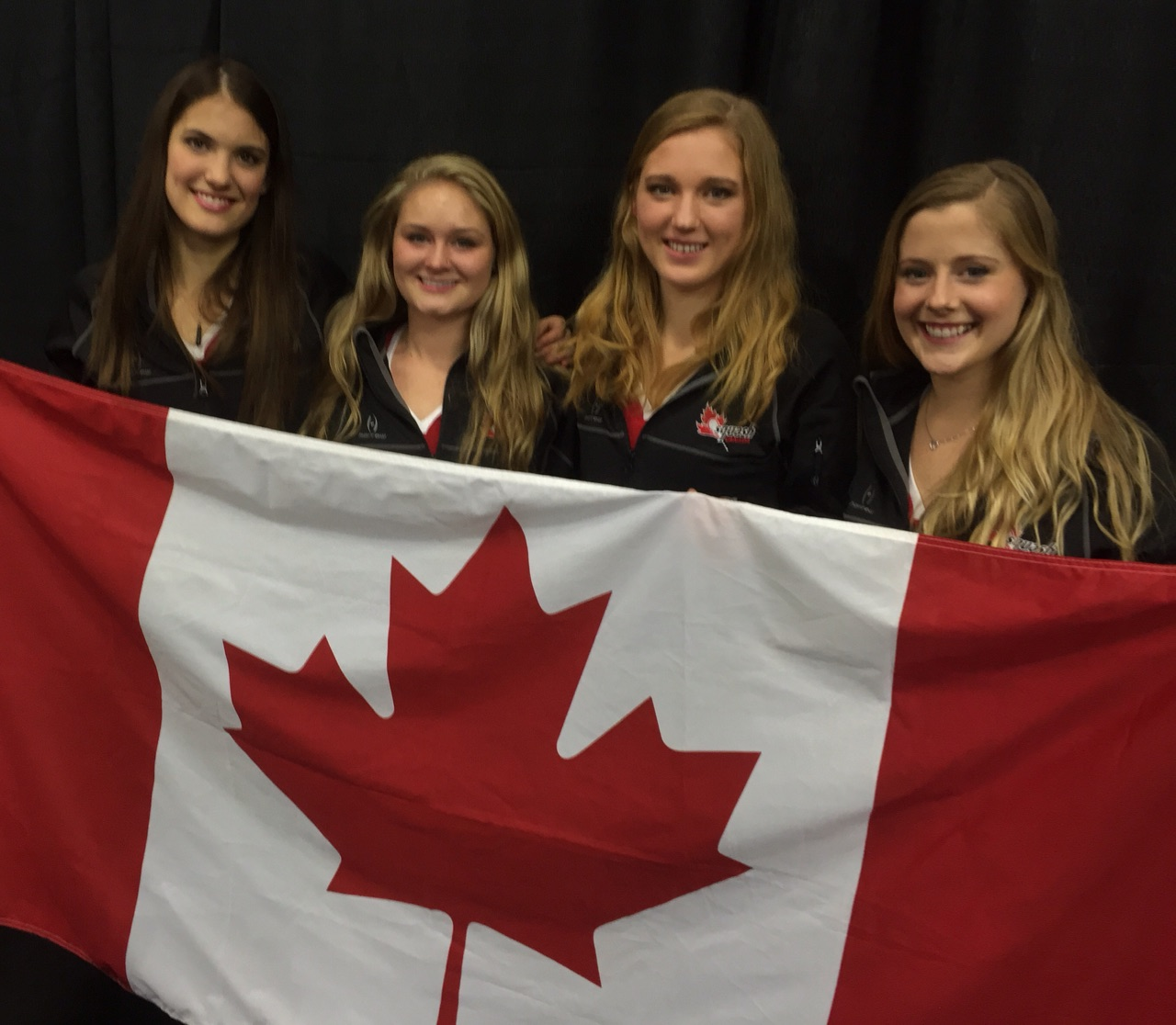
Damenmannschaft bei der WM 2014: Samantha Cornett, Hollie Naughton, Danielle Letourneau, Nikki Todd (v. l. n. r.)

Die kanadische Squashnationalmannschaft ist die Gesamtheit der Kader des kanadischen Squashverbandes Squash Canada. In ihm finden sich kanadische Sportler wieder, die ihr Land sowohl in Einzel- als auch in Teamwettbewerben national und international im Squashsport repräsentieren.

## Historie

### Herren
Kanada nahm erstmals 1971 bei einer Weltmeisterschaft teil. Ohne Sieg belegte sie bei ihrem Debüt den letzten Platz. 1973 nahm die Mannschaft nicht teil, aber ab der darauffolgenden Endrunde 1976 war sie durchgängig als Teilnehmer dabei. Das beste Resultat erzielte sie mit dem Finaleinzug 1997 in Petaling Jaya. Im Endspiel unterlag die Mannschaft um Jonathon Power, Gary Waite, Kelly Patrick und Graham Ryding gegen England mit 0:3. In der Folge erreichte Kanada regelmäßig mindestens das Viertelfinale, 2005 zog sie bis ins Halbfinale ein. 2011 gelang ihr in Paderborn mit dem 14. Rang das schlechteste Abschneiden bei einer Weltmeisterschaft. Auch 2019 belegte sie den 14. Platz.

## Letzter WM-Kader
Bei der letzten Weltmeisterschaft 2023 bestand die kanadische Mannschaft aus den folgenden Spielern:
| Rang | Name              | Geburtsdatum      | WRL | Einsätze | Siege | Niederlagen |
| ---- | ----------------- | ----------------- | --- | -------- | ----- | ----------- |
| 1.   | David Baillargeon | 14. März 1996     | 39  | 3        | 2     | 1           |
| 2.   | Salah Eltorgman   | 30. Oktober 2002  | 77  | 6        | 2     | 4           |
| 3.   | Liam Marrison     | 10. November 2000 | 138 | 3        | 1     | 2           |
| 4.   | Brett Schille     | 31. März 1998     | 153 | 3        | 1     | 2           |

## Bilanz
| Herren |                    |                    |                  |                  |                  |
| Jahr   | Austragungsort     | Runde              | Platzierung      | Siege            | Niederlagen      |
| 1967   | Melbourne          | keine Teilnahme    | keine Teilnahme  | keine Teilnahme  | keine Teilnahme  |
| 1969   | Birmingham         | keine Teilnahme    | keine Teilnahme  | keine Teilnahme  | keine Teilnahme  |
| 1971   | Palmerston North   | Gruppenphase       | 7.               | 0                | 6                |
| 1973   | Johannesburg       | keine Teilnahme    | keine Teilnahme  | keine Teilnahme  | keine Teilnahme  |
| 1976   | Birmingham         | Gruppenphase       | 8.               | 2                | 5                |
| 1977   | Toronto            | Gruppenphase       | 7.               | 1                | 6                |
| 1979   | Brisbane           | Gruppenphase       | 8.               | 3                | 5                |
| 1981   | Stockholm          | Gruppenphase       | 9.               | 4                | 2                |
| 1983   | Auckland           | Gruppenphase       | 8.               | 2                | 7                |
| 1985   | Kairo              | Gruppenphase       | 7.               | 5                | 4                |
| 1987   | London             | Viertelfinale      | 8.               | 3                | 4                |
| 1989   | Singapur           | Viertelfinale      | 8.               | 2                | 6                |
| 1991   | Helsinki           | Gruppenphase       | 9.               | 3                | 3                |
| 1993   | Karatschi          | Gruppenphase       | 12.              | 3                | 3                |
| 1995   | Kairo              | Viertelfinale      | 6.               | 4                | 2                |
| 1997   | Petaling Jaya      | Finale             | 2.               | 5                | 1                |
| 1999   | Kairo              | Viertelfinale      | 6.               | 2                | 4                |
| 2001   | Melbourne          | Viertelfinale      | 8.               | 4                | 3                |
| 2003   | Wien               | Viertelfinale      | 6.               | 4                | 2                |
| 2005   | Islamabad          | Halbfinale         | 4.               | 4                | 2                |
| 2007   | Chennai            | Viertelfinale      | 6.               | 4                | 2                |
| 2009   | Odense             | Viertelfinale      | 8.               | 3                | 3                |
| 2011   | Paderborn          | Achtelfinale       | 14.              | 4                | 3                |
| 2013   | Mülhausen          | Achtelfinale       | 11.              | 4                | 3                |
| 2015   | Kairo              | keine Austragung   | keine Austragung | keine Austragung | keine Austragung |
| 2017   | Marseille          | Achtelfinale       | 13.              | 3                | 3                |
| 2019   | Washington, D.C.   | Gruppenphase       | 14.              | 3                | 3                |
| 2023   | Tauranga           | Achtelfinale       | 14.              | 2                | 4                |
| Gesamt | 24 / 27 Teilnahmen | 24 / 27 Teilnahmen | 0 Titel          | 74               | 86               |